# مونترو (کلرادو)
مونترو (به انگلیسی: Montrose) شهری در ایالت کلرادو کشور ایالات متحده آمریکا است که جمعیت آن در سرشماری سال ۲۰۱۰ میلادی، ۱۹٬۱۳۲ نفر بوده‌است.